# آيت زكري (آيت زكري)
آيت زكري هو دُوَّار يقع بجماعة آيت قمرة، إقليم الحسيمة، جهة طنجة تطوان الحسيمة في المملكة المغربية. ينتمي الدوّار لمشيخة آيت زكري التي تضم 4 دواوير. يقدر عدد سكانه بـ 520 نسمة حسب الإحصاء الرسمي للسكان والسكنى لسنة 2004.

## وصلات خارجية
- البوابة الوطنية للجماعات الترابية
- المندوبية السامية للتخطيط